# Frisco (Teksas)
Frisco je grad u američkoj saveznoj državi Teksas. Prema popisu stanovništva iz 2010. u njemu je živjelo 116.989 stanovnika.